# Андріюк Євген Олександрович
Євге́н Олекса́ндрович Андрію́к (нар. 17 червня 1993, Деражня, Хмельницька обл. — пом. серпень 2014, Іловайськ, Донецька обл.) — солдат Збройних сил України, учасник російсько-української війни.

## Короткий життєпис
Народився 1993 року в місті Деражня (Хмельницька область). Закінчив деражнянську ЗОШ № 2. Відвідував спортивну школу, любив грати у футбол, був членом міської молодіжної організації «Модерн». В Деражнянському професійному аграрному ліцеї здобув фах тракториста.
З досягненням повноліття — контрактник, розвідник-радист, 8-й окремий полк спеціального призначення.
На фронті з весни 2014 року, поранений, лікувався в госпіталі. Визволяв Краматорськ, Слов'янськ. Пройшов перепідготовку в Костополі. Повернувся на передову 21 серпня, у складі розвідувального взводу, проїхали біля Волновахи, відбувся нічний бій, пошкоджено БМП. Проривалися на допомогу 3-у батальйону, що потрапив в оточення. 28 серпня зайняли оборону на блокпостах в Іловайську, під постійним артилерійським обстрілом.
29 серпня 2014 року зник безвісти під Іловайськом при виході з оточення. 29 серпня надіслав смс-повідомлення до батьків: «Будемо прориватися до своїх».
Вдома залишилися батько Олександр, мама Олена Олександрівна, сестра Ліза, дідусь Олександр та бабуся Катерина, тітка Алла Шеремет. Похований із військовими почестями як тимчасово невстановлений захисник України у Запоріжжі 1 жовтня 2014 року, на Кушугумському цвинтарі разом з іще 53 вояками. У квітні 2015 року після встановлення особи за тестом ДНК перепохований у Деражні. В останню дорогу Євгена проводжали на колінах.

## Нагороди та вшанування
За особисту мужність і героїзм, виявлені у захисті державного суверенітету та територіальної цілісності України, вірність військовій присязі під час російсько-української війни:
- нагороджений орденом «За мужність» III ступеня (4.6.2015, посмертно)
- у березні 2016 року на фасаді Деражнянського НВК ЗОШ № 2 встановлено меморіальні дошки колишнім учням, які загинули під час виконання службового обов'язку в зоні бойових дій — Ігорю Гейсуну, Євгенові Андріюку, Віталію Каракулі та Іванові Зубкову
- Його портрет розміщений на меморіалі «Стіна пам'яті полеглих за Україну» в Києві: секція 3, ряд 4, місце 38
- Вшановується 29 серпня на щоденному ранковому церемоніалі вшанування українських захисників, які загинули цього дня в різні роки внаслідок російської збройної агресії[1]
- Іловайський Хрест (посмертно)